# Beccheggio

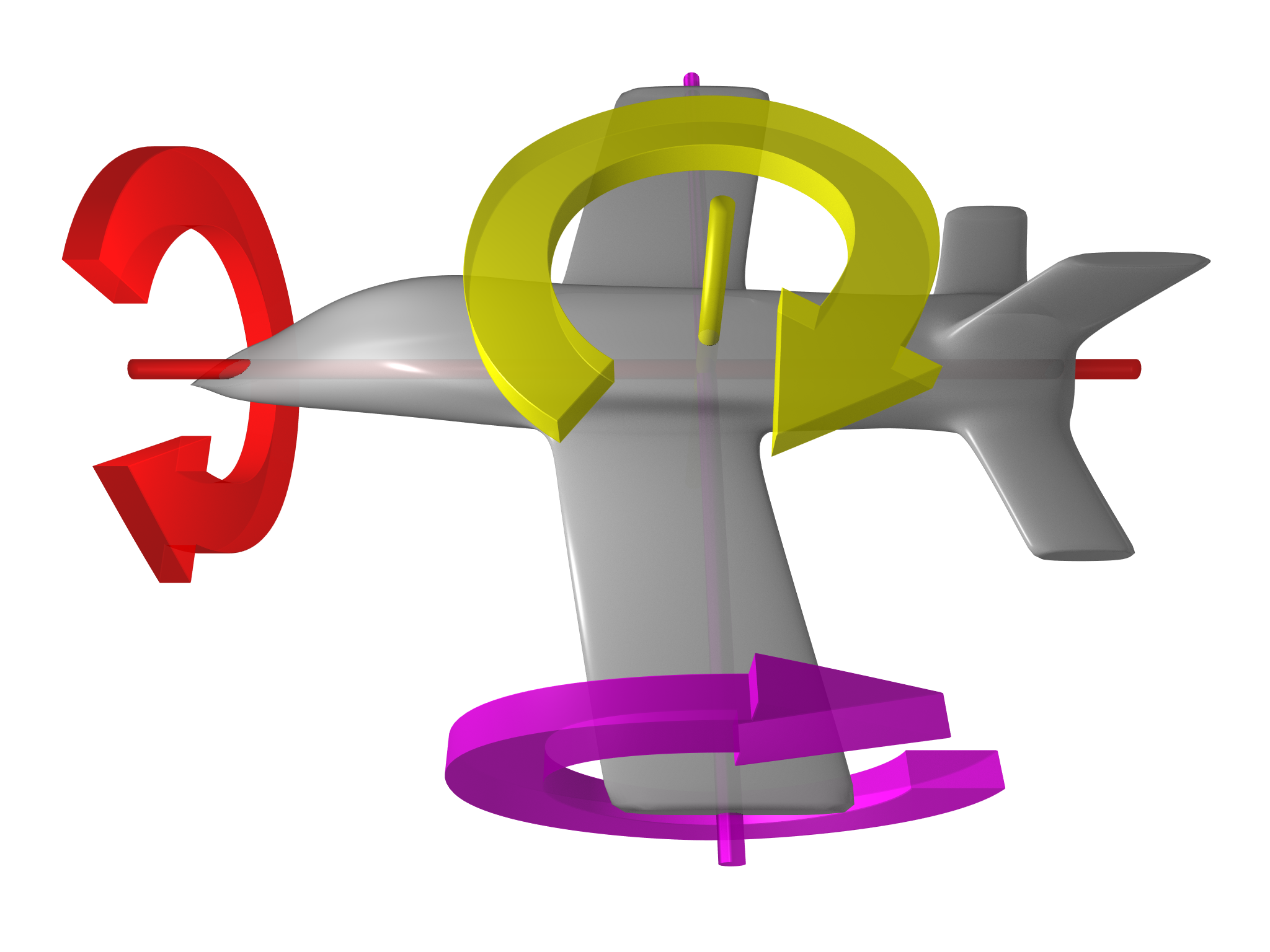
Rotazioni attorno agli assi corpo di un velivolo:
beccheggio
imbardata
rollio

Il beccheggio è un termine utilizzato in campo aeronautico, nautico o automobilistico, che indica l'oscillazione di un'imbarcazione, di un velivolo o di un automezzo intorno al proprio asse trasversale (anche detto, in questo caso, asse di beccheggio).

## Nautica
In navi e imbarcazioni il beccheggio è uno dei moti nave dotato di forze di richiamo naturali e per questo caratterizzato da un andamento di tipo oscillatorio. Il beccheggio è causato principalmente dal moto ondoso e solo in misura minore dagli spostamenti di pesi a bordo e dall'interazione con altre forze esterne, questo per la preponderante componente d'inerzia ai moti longitudinali che caratterizza un mezzo marino di forme convenzionali (cioè di forma allungata nella direzione prua-poppa). Esso si presenta come il moto oscillatorio tipicamente caratterizzato dalle minori ampiezze angolari su un mezzo marino e dunque il meno soggetto alla necessità di controllo esterno, che tuttavia può essere ottenuto, quando necessario, attraverso coppie di dispositivi (simili a quelli adottati per il controllo del rollio) situati alle estremità poppiera e prodiera.
Convenzionalmente l'asse di beccheggio corrisponde all'asse y del riferimento nave ed è misurato dall'angolo θ angolo di beccheggio.

## Aeronautica

Beccheggio in un aeromobile.

Si definiscono assi corpo una terna di assi cartesiani, destra e solidale al corpo, incentrata nel baricentro per esempio per un'automobile, un aeromobile o un sottomarino e nel centro di carena per una nave di superficie. Per convenzione, gli assi vengono così disposti:
- asse x, corre da poppa verso prua in una nave o da dietro in avanti in un aereo, è detto anche asse longitudinale;
- asse y, corre da dritta verso sinistra in una nave o da sinistra verso destra in un aereo, è detto anche asse trasversale;
- asse z, corre dal basso verso l'alto in una nave o dall'alto verso il basso in un aereo, è detto anche asse verticale.

Fissata tale terna di assi, è immediato comprendere che il beccheggio (rotazione attorno all'asse trasversale) provoca un movimento alternativo delle due estremità longitudinali in senso verticale come in figura.
Negli aeroplani è ottenuto tramite il movimento dell'equilibratore.

## Automobilismo e motociclismo
Nel campo delle automobili o motoveicoli (nei trasporti in generale), il beccheggio è costituito dall'inclinazione in avanti o indietro del muso e/o della coda durante le fasi di accelerazione o frenata, specie se brusche.
In particolare se si accelera improvvisamente, specialmente da fermo, il muso del mezzo tende ad alzarsi mentre la coda tende ad abbassarsi, invece in caso di frenata brusca il muso tende ad abbassarsi e la coda ad alzarsi.
Il beccheggio dipende da vari fattori, tra cui la rigidità delle sospensioni (minore è la rigidità, maggiore è la propensione al beccheggio), la misura degli sbalzi anteriore e posteriore della vettura in rapporto alla lunghezza complessiva del mezzo (maggiore è tale misura, maggiore è la possibilità di avere un beccheggio accentuato) e dal fatto che la vettura sia a trazione anteriore o posteriore.